# Diocesi di Aosta

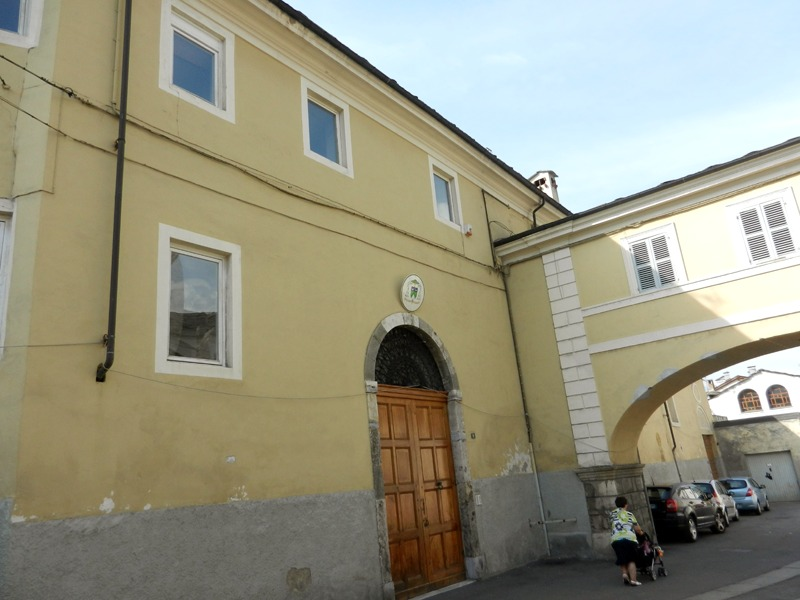
Il palazzo vescovile di Aosta, in via M^{gr} Jean-François de Sales.

La diocesi di Aosta (in latino Dioecesis Augustana) è una sede della Chiesa cattolica in Italia suffraganea dell'arcidiocesi di Torino appartenente alla regione ecclesiastica Piemonte. Nel 2022 contava 121.817 battezzati su 125.497 abitanti. È retta dal vescovo Franco Lovignana.

## Territorio
Il territorio della diocesi (3.262 km²) coincide con l'intero territorio della Valle d'Aosta. Diocesi e Valle d'Aosta rappresentano non solo un unicum geografico, ma un continuum di storia, cultura e tradizioni.
Due casi fanno eccezione. Il confine della parrocchia di Pont-Saint-Martin è segnato dal torrente Lys, mentre il confinale comunale di Pont-Saint-Martin si estende da non molti decenni, con nuove abitazioni, ben oltre il Lys, sul territorio della parrocchia di Carema e quindi in diocesi di Ivrea. Le autorità diocesane, per evitare disagi, hanno fatto in modo che gli abitanti residenti a Pont-Saint-Martin facciano riferimento alla parrocchia della diocesi augustana, fatta salva l'integrità territoriale della diocesi di Ivrea e della parrocchia di Carema. La parrocchia di San Nicola di La Thuile comprende anche una porzione minore del comune francese di Séez, dove sorge l'antico ospizio del Piccolo San Bernardo.
Sede vescovile è la città di Aosta, dove si trova la cattedrale dedicata a Santa Maria Assunta e San Giovanni Battista.
La diocesi confina ad ovest con le diocesi francesi di Annecy e di Chambéry, San Giovanni di Moriana e Tarantasia, a nord con la diocesi svizzera di Sion, ad est con la diocesi di Novara e la diocesi di Biella, mentre a sud con la diocesi di Ivrea.
Le celebrazioni liturgiche si svolgono principalmente in lingua italiana, con alcune parti, soprattutto le letture, in lingua francese. I canti sono spesso in francese. Alcune parrocchie, in particolare quella di Saint-Martin-de-Corléans a Aosta, prevedono la liturgia interamente in lingua francese.
Il territorio è suddiviso in 93 parrocchie, raggruppate in 5 zone pastorali: Zona I - Alta Valle, Zona II - Aosta circondario, Zona III - Aosta città, Zona IV - Media Valle, Zona V - Bassa Valle.

## Storia
Il primo dei vescovi di Aosta storicamente documentato è Eustasio: in sua vece, il prete Grato, che gli succederà, sottoscrive gli atti del  sinodo di Milano del 451; dopo di lui sono noti i vescovi Grato, successivamente divenuto patrono della diocesi (la festa ricorre il 7 settembre), e Giocondo. L'esistenza della diocesi è perciò attestata con certezza fin dalla metà del V secolo.
Dopo l'iniziale dipendenza dalla sede metropolitana di Milano, in epoca longobarda fu soggetta all'autorità metropolitica dell'arcivescovo di Vienne; verso la metà del IX secolo entrò a far parte, con Sion nel Vallese e Saint-Jean de Maurienne, della provincia ecclesiastica di Tarantasia in Savoia.
Due grandi santi medievali furono originari della diocesi: sant'Anselmo (1033-1109), abate di Bec-Hellouin e poi arcivescovo di Canterbury; san Bernardo (1008), che fu arcidiacono di Aosta e fondatore del monastero che da lui prende il nome sulla cima del Gran San Bernardo.
Altra figura diocesana di rilievo è stato Antonio di Challant: membro della potente famiglia omonima, arcivescovo di Tarantasia, fu creato cardinale e giocò un ruolo di primo piano nel concilio di Costanza (1414-1418).
La festa del patrono san Grato si celebra il 7 settembre. Fin da tempi remoti la diocesi era caratterizzata da un rito proprio (Almae Ecclesiae Augustensis ritus), soppresso d'autorità dalla Santa Sede nel 1829. Nelle parrocchie della diocesi, l'Angelus non suona a mezzogiorno, ma circa un'ora in anticipo, ora in cui il Consiglio votò l'arresto dell'eresiarca Calvino per ordine del balivo Mathieu de Lostan: secondo una tradizione non confermata da documenti, Calvino sarebbe arrivato a Aosta nel 1536, e ne sarebbe fuggito, grazie all'aiuto di alcuni simpatizzanti locali, rifugiandosi in Svizzera attraverso la Fenêtre de Durand: in memoria di questo evento fu eretta nel 1541 la Croce di Calvino. La Riforma si era già stata imposta nel frattempo nel Vaud, a Ginevra, nel pays de Gex e nel Chiablese e la Confederazione Elvetica mirava a sottrarre la Valle d'Aosta a Casa Savoia, ma questo evento avrebbe segnato la mancata conversione della Valle al protestantesimo.
In occasione del riordino delle diocesi piemontesi voluto da Napoleone Bonaparte, la sede aostana, insieme ai monasteri locali, fu soppressa da papa Pio VII il 1º giugno 1803 e il suo territorio incorporato in quello della diocesi di Ivrea. La sede fu ricostituita il 17 luglio 1817 con la bolla Beati Petri dello stesso Pio VII e resa suffraganea dell'arcidiocesi di Chambéry.
Solo nel 1862, dopo la cessione della Savoia alla Francia, la diocesi entrò a far parte della provincia ecclesiastica di Torino.
Fino al 1951 il vescovo di Aosta portava il titolo nobiliare di conte, timbrando lo scudo con la corona corrispondente, in virtù del potere temporale esercitato almeno dal 1200 sul feudo di Cogne, nel quale possedeva anche un castello che si erge tuttora parzialmente trasformato (castello reale) presso la chiesa parrocchiale della rinomata località nel cuore del parco del Gran Paradiso. Era parimenti signore feudale di Issogne, feudo che - munito di un modesto castello - venne ceduto ai conti di Challant nel XV secolo.
All'ingresso di ogni nuovo vescovo, è tradizione che le Autorità lo accolgano all'ingresso della Valle, a Pont-Saint-Martin, offrendogli un cappello di colore verde.

## Cronotassi dei vescovi
Si omettono i periodi di sede vacante non superiori ai 2 anni o non storicamente accertati.
- Eustasio † (menzionato nel 451)[7]
- San Grato † (seconda metà del V secolo)
- San Giocondo † (prima del 501 - dopo il 502)
- Anonimo † (circa 507/511 - circa 522 deceduto)
- Agnello † (? - 29 aprile 528 deceduto)[8]
- San Gallo † (15 luglio 529 consacrato - 5 ottobre 546 deceduto)[9]
- Ploceano (Plocéan) † (VI o VIII secolo)
- Ratborno † (prima dell'876 - dopo l'877)
- Liutfredo † (menzionato nel 969)[10]
- Anselmo I † (circa 994[11] - 14 gennaio 1026 deceduto)
- Burcardo di Savoia † (prima del 10 marzo 1026 - dopo luglio 1033 nominato arcivescovo di Lione)
- Anonimo † (circa 1062 - circa 1063)
- Anselmo II † (1075 o 1090)[12]
- Bosone de la Porte Saint-Ours I † (prima del 1099 - dopo il 1113 o 1114)
- Eriberto o Erberto † (prima di novembre 1132 - dopo marzo 1138)
- Armanno † (menzionato nel 1141)
- Bosone de la Porte Saint-Ours II † (?)
- Hugues d'Avise † (menzionato nel 1147)
- Beato Arnolfo (Arnulphe) d'Avise † (prima del 1152 - dopo ottobre 1158)
- Guillaume de la Palud de Gressan † (prima di novembre 1161 - fine 1170 deceduto)
- Aymon de la Porte Saint-Ours † (fine 1170 o inizio 1071 - dopo aprile 1176 deceduto)
- Guy † (prima di giugno 1180 - dopo agosto 1185 deceduto)
- Valbert † (prima di maggio 1186 - 26 ottobre 1212 deceduto)
- Giacomo da Porzia † (prima di aprile 1213 - 1219 nominato vescovo di Asti)
- Beato Bonifacio I di Valperga † (17 luglio 1219 - 25 aprile 1243 deceduto)
  - Rodolphe du Châtelard de La Salle † (18 dicembre 1243 - 2 marzo 1246 nominato arcivescovo di Tarantasia) (vescovo eletto)[13]
- Pierre de Pra † (prima di settembre 1246 - dopo aprile 1256 deceduto)
- Pierre d'Etroubles † (prima di dicembre 1258 - 1º settembre 1259 deceduto)
- Pietro di Sarre o du Palais † (prima di dicembre 1260 - dopo luglio 1263 deceduto)[14]
- Umberto di Villette † (prima del 25 aprile 1266 - 29 marzo 1272 deceduto)
- Aimone di Challant † (prima del 30 agosto 1272 - 21 dicembre 1273 nominato vescovo di Vercelli)
- Simon de Duin † (prima del 1º febbraio 1275[15] - 20 gennaio 1283 deceduto)
- Niccolò de Bersatori I † (prima di dicembre 1283 - 7 ottobre 1301 deceduto)
- Beato Emerico di Quart † (1302 - 1º settembre 1313 deceduto)
- Arduce de Pont-Saint-Martin † (1314 - marzo 1327 deceduto)[16]
- Niccolò de Bersatori II † (22 settembre 1327 - febbraio 1361 deceduto)
- Beato Emerico II di Quart † (22 ottobre 1361 - 10 ottobre 1375 deceduto)
- Bonifacio di Challant † (27 ottobre 1375 - 27 agosto 1376 deceduto)
- Jacques Ferrandin de Saint-Marcel † (14 febbraio 1377 - 7 luglio 1399 deceduto)[17]
- Pierre Gerbaix de Sonnaz, O.F.M. † (31 ottobre 1399 - 18 gennaio 1410 deceduto)
- Oger Moriset † (12 gennaio 1411 - 11 febbraio 1433 nominato vescovo di Saint-Jean de Maurienne)
- Giorgio di Saluzzo † (16 febbraio 1433 - prima del 10 aprile 1440 nominato vescovo di Losanna)
- Jean de Prangins † (prima del 10 aprile 1440 - 23 ottobre 1444 nominato arcivescovo titolare di Nicea[18])
- Antoine de Prez (o Desprez) † (23 ottobre 1444 - 1463 deceduto)
- François de Prez † (4 agosto 1464 - 22 maggio 1511 deceduto)
- Ercole d'Azeglio † (22 agosto 1511 - 6 giugno 1515 deceduto)
- Amedeo Berruti † (1515 - febbraio 1525 deceduto)
  - Sede vacante (1525-1528)
  - Álvaro Rodríguez † (1527 - 24 gennaio 1528 dimesso) (vescovo eletto)
- Pietro Gazino (o Pierre Gazin), C.R.L. † (24 gennaio 1528 - 1556 deceduto)
- Marcantonio Bobba (Marc-Antoine Bobba) di Rossignano † (14 giugno 1557 - 1568 dimesso)
- Jérôme Ferragatta, O.E.S.A. † (30 aprile 1568 - 24 luglio 1572 deceduto)
- César Gromis † (19 novembre 1572 - 25 giugno 1585 deceduto)
- Jean Geoffroi (o Godefroy) Ginod † (16 luglio 1586 - 26 febbraio 1592 deceduto)[19]
- Honoré Lascaris di Ventimiglia, C.R.S.A. † (23 marzo 1594 - 11 luglio 1595 deceduto)
- Barthélemy Ferrero † (5 maggio 1595 - 4 agosto 1607 deceduto)
  - Sede vacante (1607-1611)
- Louis Martini † (31 gennaio 1611 - 10 dicembre 1621 deceduto)[20]
- Jean-Baptiste Vercellin † (13 febbraio 1623 - 17 marzo 1651 deceduto)[21]
  - Sede vacante (1651-1656)
- Philibert Milliet de Faverges † (16 ottobre 1656 - 29 luglio 1658 nominato vescovo di Ivrea)
- Antoine Philibert (Albert) Bailly, B. † (13 gennaio 1659 - 3 aprile 1691 deceduto)
- Alexandre Lambert de Soyrier † (25 giugno 1692 - 24 novembre 1698 nominato vescovo di Ivrea)
- François-Amédée Milliet d'Arvillars † (5 gennaio 1699 - 25 giugno 1727 nominato arcivescovo di Tarantasia)
- Jacques Rambert † (26 novembre 1727 - 16 settembre 1728 deceduto)
- Jean Grillet, O.P. † (3 ottobre 1729 - 14 settembre 1730 deceduto)
  - Sede vacante (1730-1741)
- Pierre-François de Sales de Thorens † (17 aprile 1741 - 29 novembre 1783 deceduto)
- Paul-Joseph Solar † (20 settembre 1784 - 15 maggio 1803 dimesso)
  - Sede soppressa (1803-1817)
- André-Marie de Maistre † (16 marzo 1818 - 18 luglio 1818 deceduto)
- Jean-Baptiste Marie Aubriot de la Palme † (29 marzo 1819 - 30 luglio 1823 dimesso)
- Évase-Second-Victor Agodino † (12 luglio 1824 - 24 aprile 1831 deceduto)
- André Jourdain † (2 luglio 1832 - 29 maggio 1859 deceduto)
  - Sede vacante (1859-1867)
- Jacques-Joseph Jans di Lillianes † (22 febbraio 1867 - 21 marzo 1872 deceduto)
- Joseph-Auguste Duc † (29 luglio 1872 - 16 dicembre 1907 dimesso[22])
- Jean-Vincent Tasso, C.M. † (17 febbraio 1908 - 24 agosto 1919 deceduto)
- Claudio Angelo Giuseppe Calabrese † (7 maggio 1920 - 7 maggio 1932 deceduto)
- Francesco Imberti † (23 luglio 1932 - 10 ottobre 1945 nominato arcivescovo di Vercelli)
- Maturino Blanchet, O.M.I. † (18 febbraio 1946 - 15 ottobre 1968 ritirato[23])
- Ovidio Lari † (15 ottobre 1968 - 30 dicembre 1994 ritirato)
- Giuseppe Anfossi (30 dicembre 1994 - 9 novembre 2011 ritirato)
- Franco Lovignana, dal 9 novembre 2011

## Statistiche
La diocesi nel 2022 su una popolazione di 125.497 persone contava 121.817 battezzati, corrispondenti al 97,1% del totale.
| anno | popolazione | popolazione | popolazione | presbiteri | presbiteri | presbiteri | presbiteri                | diaconi | religiosi | religiosi | parrocchie |
| anno | battezzati  | totale      | %           | numero     | secolari   | regolari   | battezzati per presbitero | diaconi | uomini    | donne     | parrocchie |
| ---- | ----------- | ----------- | ----------- | ---------- | ---------- | ---------- | ------------------------- | ------- | --------- | --------- | ---------- |
| 1905 | ?           | 82.000      | ?           | 212        | 188        | 24         | ?                         | ?       | ?         | ?         | 87         |
| 1950 | 89.700      | 90.000      | 99,7        | 166        | 148        | 18         | 540                       |         | 20        | 252       | 89         |
| 1959 | 100.000     | 100.276     | 99,7        | 171        | 146        | 25         | 584                       |         | 36        | 263       | 90         |
| 1970 | 108.550     | 108.851     | 99,7        | 176        | 144        | 32         | 616                       |         | 47        | 233       | 94         |
| 1980 | 112.754     | 114.176     | 98,8        | 170        | 132        | 38         | 663                       | 1       | 50        | 215       | 94         |
| 1990 | 113.350     | 115.216     | 98,4        | 160        | 125        | 35         | 708                       | 9       | 47        | 147       | 93         |
| 1999 | 118.408     | 120.700     | 98,1        | 144        | 107        | 37         | 822                       | 10      | 40        | 142       | 93         |
| 2000 | 118.400     | 120.700     | 98,1        | 143        | 104        | 39         | 827                       | 11      | 43        | 138       | 93         |
| 2001 | 118.385     | 120.952     | 97,9        | 137        | 101        | 36         | 864                       | 1       | 39        | 131       | 93         |
| 2002 | 118.000     | 120.870     | 97,6        | 136        | 100        | 36         | 867                       | 12      | 40        | 128       | 93         |
| 2003 | 118.000     | 120.800     | 97,7        | 134        | 101        | 33         | 880                       | 12      | 37        | 126       | 93         |
| 2004 | 117.700     | 121.000     | 97,3        | 134        | 101        | 33         | 878                       | 13      | 36        | 268       | 93         |
| 2006 | 119.546     | 122.589     | 97,5        | 124        | 96         | 28         | 964                       | 13      | 38        | 135       | 93         |
| 2012 | 128.943     | 133.218     | 96,8        | 104        | 80         | 24         | 1.239                     | 15      | 36        | 123       | 93         |
| 2015 | 125.336     | 128.612     | 97,5        | 108        | 79         | 29         | 1.160                     | 16      | 38        | 111       | 93         |
| 2018 | 124.043     | 127.797     | 97,1        | 107        | 80         | 27         | 1.159                     | 15      | 35        | 101       | 93         |
| 2020 | 122.963     | 127.271     | 96,6        | 94         | 74         | 20         | 1.308                     | 15      | 25        | 82        | 93         |
| 2022 | 121.817     | 125.497     | 97,1        | 87         | 68         | 19         | 1.400                     | 14      | 25        | 103       | 93         |